# Ljubav (album)
Ljubav je peti studijski album hrvatske pop pjevačice Nine Badrić, kojeg 2003. godine objavljuje diskografska kuća Aquarius Records.
Materijal na albumu sastoji se od 13 skladbi, a njihovi autori su Darko Juranović 'D'Knock', Danijel Troha, Sandra Sagena, Predrag Martinjak 'P'Eggy', Miro Vidović, Ante Gelo, Ante Pecotić, Baby Dooks i Nina Badrić. Album je sniman u zagrebačkom studiju 'Morris', a osim autora skladbi na njemu su još sudjelovali i glazbenici Robert Vrbančić, Goran Kovačić, Ivana Husar, Mirza i Emir Tetarić, Davor Žagar, Jadranka Krištof, Andrea Čubrić, Mario Matošević, Kristijan Zorjan, Matea Bulek, T.Fox, Jelena Majić, Danijela Većerinović i Borna Šercar.
Album sadrži skladbu "Čarobno jutro", koju je te godine Nina izvela na natjecanju 'Hrvatska pjesma za pjesmu Europe'. "Čarobno jutro" objavljena je i kao najavni singl za album, a nakon nje kao drugi singl s albuma izlazi pjesma "Za dobre i loše dane". Album također sadrži i nekoliko vrlo uspješnih balada a to su  "Ti ne znaš kako je", "Čarobno jutro" i "Kiša".

## Popis pjesama
| 1. "Za dobre i loše dane" (3:42) - Aranžer i prateći vokali - Ivana Husar - Aranžer i gitara - Ante Gelo - Klavijature - Goran Kovačić 1. - Miks - Davor Žagar - Glazba, tekst, Aranžer, Vokal, prateći vokali, glazbeni urednik - Nina Badrić - Producent, aranžer, programer, klavijature - Darko Juranović "D'Knock" - Snimatelj, glazbeni urednik - Miro Vidović 2. "Čarobno jutro" (D'Knock & P'Eggy Club Remix) (3:44) - Aranžer, prateći vokali - Andrea Čubrić, Emir Tetarić, Jadranka Krištof, Mirza Tetarić - Aranžer, glazbeni urednik, vokal - Nina Badrić - Bas gitara - Robert Vrbančić - Tekst - Sandra Sagena - Miks - Davor Žagar - Glazba - Daniel Troha - Glazba, aranžer, glazbeni urednik, prateći vokali - Nina Badrić - Producent, aranžer, programer - Darko Juranović "D'Knock" - Producent, aranžer, programer, klavijature, glazbeni urednik - Predrag Martinjak "P'Eggy" - Snimatelj, urednik - Miro Vidović - Remiks - D'Knock, P'Eggy 3. "Sreću duguješ meni" (4:13) - Prateći vokali, aranžer - Andrea Čubić, Emir Tetarić, Jadranka Krištof, Mirza Tetarić - Bas gitara - Robert Vrbančić - Klavijature - Goran Kovačić - Miks - Davor Žagar - Glazba - Darko Juranović - Glazba, tekst, aranžer, urednik, vokal - Nina Badrić - Udaraljke - Davor Žagar - Producent, aranžer, programer, urednik, klavijature, udaraljke - Darko Juranović "D'Knock" - Snimatelj, urednik - Miro Vidović 4. "Moja ljubav" (4:47) - Aranžer, Gitara - Ante Gelo - Aranžer, programer, Miks - D'Knock - Aranžer, snimatelj, urednik - Miro Vidović - Prateći vokali - Emir Tetarić, Jadranka Krištof, Mirza Tetarić - Bas gitara - Robert Vrbančić - Klavijature - Goran Kovačić - Miks - Davor Žagar - Glazba, tekst, aranžer, prateći vokali, urednik, vokal - Nina Badrić 5. "Ti ne znaš kako je" (4:40) - Prateći vokali - Emir Tetarić, Jadranka Krištof, Mirza Tetarić - Prateći vokali, aranžer - Ivana Husar - Bubnjevi, udaraljke - Marko Matošević - Klavijature - Zlatan Došlić - Glazba, tekst, aranžer, prateći vokali, urednik, vokal - Nina Badrić - Producent, aranžer, tonski supervizor, asistent miksa, gitara - Ante Gelo - Producent, asistent miksa - Darko Juranović "D'Knock" - Producent, snimatelj, urednik, miks - Miro Vidović 6. "Ne daj mi da odem" (4:26) - Aranžer, prateći vokali, urednik, vokal - Nina Badrić - Prateći vokali - Jadranka Krištof, Matea Bulek - Bas gitara - Ante Pecotić - Klavijature - Predrag Martinjak "P'Eggy" - Glazba, tekst, urednik, asistent miksa - Ante Pecotić - Udaraljke - Kristijan Zorijan - Producent, aranžer, programer, tonski supervizor, urednik, klavijature, asistent miksa - Darko Juranović "D'Knock" - Snimatelj, urednik, miks - Grga | 1. "Neka te voli" (3:30) - Aranžer, programer, urednik, supervizor, klavjature, Bas gitara, gitara - P'Eggy - Prateći vokali - Andrea Čubrić, Emir Tetarić, Jadranka Krištof, Mirza Tetarić - Miks - Miro Lesić - Glazba - Predrag Martinjak - Glazba, tekst, aranžer, urednik, prateći vokali, vokal - Nina Badrić - Producent - Predrag Martinjak "P'Eggy" - Snimatelj - Miro Vidović 2. "Takvi kao ti" (4:20) - Aranžer - Darko Juranović "D'Knock" - Asistent miksa - D'Knock - Glazba, tekst, aranžer, prateći vokali, urednik, vokal - Nina Badrić - Producent, aranžer, programer, bubnjevi, bas-gitara, klavijature, urednik, supervizor, prateći vokali, asistent miksa - Baby Dooks - Snimatelj, urdnik, miks - Miro Vidović 3. "Što da ti dam" (3:46) - Aranžer, programer, urednik, prateći vokali, klavijature, bas-gitara, gitara - P'Eggy - Tekst, aranžer, prateći vokali - Nina Badrić - Miks - Miro Lesić - Glazba - Predrag Martinjak - Producent - Predrag Martinjak "P'Eggy" - Snimatelj - Miro Vidović 4. "Kosa" (3:48) - Aranžer, urednik, prateći vokali, vokal - Nina Badrić - Prateći vokali - Emir Tetarić, Jadranka Krištof, Mirza Tetarić - Miks - Miro Lesić - Glazba, tekst - Ante Pecotić - Producent, aranžer, programer, urednik, supervizor, klavijature, udaraljke, snimanje instrumenata, asistent miksa - Daniel Troha - Snimatelj, miks - Miro Vidović 5. "Čarobno jutro" (2:57) - Prateći vokali - Danijela Večerinović, Jelena Majić - Tekst - Sandra Sagena - Miks - Miro Lesić - Asistent miksa - Darko Juraković "D'Knock" - Glazba, aranžer, urednik, vokal, prateći vokali - Nina Badrić - Glazba, producent, aranžer, programer, urednik, supervizor, snimanje instrumenata, asistent miksa, klavijature, udaraljke - Daniel Troha - Snimatelj, urednik, miks - Miro Vidović 6. "Za dobre i loše dane" (Gelo Live Edit) (3:57) - Aranžer, prateći vokali - Ivana Husar - Prateći vokali - Emir Tetarić, Mirza Tetarić - Bas gitara - Robert Vrbančić - Bubnjevi, udaraljke - Mario Matošević - Klavijature - Goran Kovačić - Asistent miksa - D'Knock - Glazba, tekst, aranžer, urednik, vokal, prateći vokali - Nina Badrić - Producent, aranžer, gitara, supervizor, asistent miksa - Ante Gelo - Producent, urednik - Miro Vidović 7. "Kosa" (Gelo, uživo obrada) (5:10) - Aranžer, vokal, urednik - Nina Badrić - Bas gitara - Robert Vrbančić - Bubnjevi - Mario Matošević - Klavijature - Zlatan Došlić - Miks - Miro Lesić - Glazba, tekst - Ante Pecotić - Udaraljke - Borna Šercar - Producent, aranžer, asistent miksa, gitara - Ante Gelo - Producent, snimatelj, urednik - Miro Vidović |

## Produkcija
- Producent, supervizor - Darko Juranović "D'Knock"
- Izvršni producent - Boris Horvat
- Mastered -  Miro Lesić
- Mastered, završni miks -  D'Knock
- Završni miks, mastered, vokalna postprodukcija -  Miro Vidović
- Dizajn - Dubravka Zglavnik Horvat
- Ostala produkcija - Ante Gelo (skladbe: 5, 12, 13), D'Knock (skladbe: 1 to 6), Daniel Troha (skladbe: 10, 11), Davor Žagar (skladbe: 1, 3), Miro Vidović (skladbe: 5, 12, 13), P'Eggy (skladbe: 2, 7, 9)
- Supervizor - Nina Badrić
- Fotografija - Marko Grubišić

## Vanjske poveznice
- Netplugged.com  Arhivirana inačica izvorne stranice od 16. listopada 2011. (Wayback Machine) - Nina Badrić - Ljubav